# Verein für Bewegungsspiele Lübeck von 1919 2005-2006
Questa voce raccoglie le informazioni riguardanti il Verein für Bewegungsspiele Lübeck von 1919 nelle competizioni ufficiali della stagione 2005-2006.

## Stagione
Nella stagione 2005-2006 il Lubecca, allenato da Stefan Böger e Marco Grote, concluse il campionato di Regionalliga nord al 3º posto.

## Rosa
| N. |                     | Ruolo | Calciatore          |
| -- | ------------------- | ----- | ------------------- |
| 1  | Germania (bandiera) | P     | Michael Frech       |
| 2  | Germania (bandiera) | D     | Dietmar Hirsch      |
| 3  | Germania (bandiera) | D     | Rouven Schröder     |
| 4  | Germania (bandiera) | D     | Alexander Aischmann |
| 5  | Germania (bandiera) | D     | Carsten Rump        |
| 6  | Zimbabwe (bandiera) | C     | Farai Mbidzo        |
| 7  | Germania (bandiera) | D     | Deniz Doğan         |
| 8  | Germania (bandiera) | C     | Christian Streit    |
| 9  | Germania (bandiera) | A     | Daniel Bärwolf      |
| 10 | Germania (bandiera) | C     | Christian Möckel    |
| 11 | Germania (bandiera) | A     | Enrico Neitzel      |

| N. |                     | Ruolo | Calciatore            |
| -- | ------------------- | ----- | --------------------- |
| 13 | Germania (bandiera) | C     | Artur Zimmermann      |
| 14 | Germania (bandiera) | C     | Markus Kullig         |
| 15 | Germania (bandiera) | D     | Marco Laaser          |
| 19 | Germania (bandiera) | A     | Riza Karadas          |
| 21 | Germania (bandiera) | D     | Timo Neumann          |
| 22 | Germania (bandiera) | D     | Ibrahim Türkmen       |
| 23 | Germania (bandiera) | P     | Carsten Wehlmann      |
| 25 | Germania (bandiera) | A     | Kai Hesse             |
| 26 | Germania (bandiera) | D     | Jan-Moritz Bruhn      |
| 30 | Germania (bandiera) | A     | Lars Kampf            |
| 33 | Germania (bandiera) | C     | Tobias Schweinsteiger |

## Organigramma societario
Area tecnica
- Allenatore: Marco Grote
- Allenatore in seconda:
- Preparatore dei portieri:
- Preparatori atletici:
- Analisi video:

## Calciomercato

### Sessione estiva
| Acquisti | Acquisti       | Acquisti             | Acquisti |
| R.       | Nome           | da                   | Modalità |
| -------- | -------------- | -------------------- | -------- |
| A        | Kai Hesse      | Schalke 04           |          |
| D        | Dietmar Hirsch | Duisburg             |          |
| A        | Enrico Neitzel | Rot-Weiß Erfurt      |          |
| D        | Carsten Rump   | Arminia Bielefeld II |          |

| Cessioni | Cessioni         | Cessioni        | Cessioni |
| R.       | Nome             | a               | Modalità |
| -------- | ---------------- | --------------- | -------- |
| C        | Francis Bugri    | Hessen Kassel   |          |
| D        | Florian Thorwart | Rot-Weiss Essen |          |
| A        | Karol Zaborowski | Meiendorfer SV  |          |

### Sessione invernale
| Acquisti | Acquisti | Acquisti | Acquisti |
| R.       | Nome     | da       | Modalità |
| -------- | -------- | -------- | -------- |

| Cessioni | Cessioni     | Cessioni      | Cessioni |
| R.       | Nome         | a             | Modalità |
| -------- | ------------ | ------------- | -------- |
| A        | Jacob Thomas | Columbus Crew |          |

## Risultati

### Regionalliga

#### Girone di andata
| Arbitro: | Seemann |

|                                                     |           |  |
| Kampf 13’ Neitzel 42’ Möckel 83’ Schweinsteiger 89’ | Marcatori |  |

| Arbitro: | Schriever |

|              |           |                         |
| Boskovic 36’ | Marcatori | 20’ Neitzel 37’ Bärwolf |

| Arbitro: | Otte |

|                                                     |           |                  |
| Neitzel 6’ Bärwolf 28’ Kampf 74’ Schweinsteiger 81’ | Marcatori | 20’ (rig.) Tosun |

| Arbitro: | Frank |

|             |           |             |
| Schultz 10’ | Marcatori | 44’ Bärwolf |

| Arbitro: | Kleve |

|            |           |  |
| Hirsch 85’ | Marcatori |  |

| Arbitro: | Bippen |

|  |           |                                |
|  | Marcatori | 40’ Kampf 88’ Kullig 90’ Hesse |

| Arbitro: | Henschel |

|                            |           |                |
| Doğan 1’ Möckel 90’ (rig.) | Marcatori | 49’ Brunnemann |

| Arbitro: | Kinhöfer |

|  |           |             |
|  | Marcatori | 37’ Bärwolf |

| 17 settembre 2005 9ª giornata |  | – turno di riposo |  |  |

| Arbitro: | Steinhaus-Webb |

|                    |           |  |
| Schweinsteiger 90’ | Marcatori |  |

| Oberhausen 24 settembre 2005, ore 14:00 CEST 11ª giornata | RW Oberhausen | 0 – 0 referto | Lubecca | Niederrheinstadion (1 646 spett.)\| Arbitro: \| Rafati \| |
| Arbitro:                                                  | Rafati        |               |         |                                                           |

| Arbitro: | Fischer |

|            |           |  |
| Thomas 38’ | Marcatori |  |

| Arbitro: | Bartsch |

|                                                               |           |                                      |
| Bendovskyi 8’ Röttger 10’, 45’ Lartey 33’, 58’ Schnitzler 68’ | Marcatori | 29’ Schweinsteiger 50’ (rig.) Kullig |

| Arbitro: | Stark |

|                             |           |          |
| Kullig 36’ Neitzel 63’, 82’ | Marcatori | 7’ Ebert |

| Arbitro: | Schempershauwe |

|                       |           |                             |
| Gockel 41’ Tammen 72’ | Marcatori | 39’ (rig.) Kullig 61’ Hesse |

| Arbitro: | Borsch |

|                  |           |             |
| Neitzel 73’, 83’ | Marcatori | 42’ Salonen |

| Jena 12 novembre 2005, ore 14:00 CET 17ª giornata | Carl Zeiss Jena | 0 – 0 referto | Lubecca | Ernst-Abbe-Sportfeld (7 074 spett.)\| Arbitro: \| Perl \| |
| Arbitro:                                          | Perl            |               |         |                                                           |

| Arbitro: | Gagelmann |

|  |           |                           |
|  | Marcatori | 27’, 90’ Molata 87’ Dobrý |

| Arbitro: | Wagner |

|                                |           |  |
| Reichenberger 49’ Feldhoff 66’ | Marcatori |  |

#### Girone di ritorno
| Arbitro: | Sippel |

|            |           |            |
| Toborg 28’ | Marcatori | 43’ Mbidzo |

| Lubecca 9 dicembre 2005, ore 19:00 CET 21ª giornata | Lubecca   | 0 – 0 referto | Rot-Weiss Essen | Stadion an der Lohmühle (6 000 spett.)\| Arbitro: \| Fleischer \| |
| Arbitro:                                            | Fleischer |               |                 |                                                                   |

| Arbitro: | Joerend |

|            |           |                                           |
| Pagano 59’ | Marcatori | 20’ Bärwolf 33’ Neumann 77’ (rig.) Kullig |

| Arbitro: | Schößling |

|                      |           |                   |
| Doğan 31’ Möckel 85’ | Marcatori | 5’ Mazingu-Dinzey |

| Arbitro: | Gagelmann |

|                              |           |             |
| Fillinger 72’ Ben-Hatira 76’ | Marcatori | 31’ Neitzel |

| Arbitro: | Willenborg |

|                               |           |  |
| Kullig 38’ (rig.) Neumann 63’ | Marcatori |  |

| Erfurt 28 marzo 2006, ore 19:30 CEST 26ª giornata | Rot-Weiß Erfurt | 0 – 0 referto | Lubecca | Steigerwaldstadion (3 357 spett.)\| Arbitro: \| Schriever \| |
| Arbitro:                                          | Schriever       |               |         |                                                              |

| Arbitro: | Anklam |

|                |           |  |
| Hesse 45’, 68’ | Marcatori |  |

| 18 marzo 2006 28ª giornata |  | – turno di riposo |  |  |

| Arbitro: | Kuhl |

|                       |           |                             |
| Feinbier 18’ Wolf 25’ | Marcatori | 75’ Möckel 86’ (aut.) Kruse |

| Arbitro: | Gagelmann |

|                                       |           |  |
| Doğan 4’, 21’ Schweinsteiger 71’, 77’ | Marcatori |  |

| Arbitro: | Drees |

|                         |           |            |
| Heinzmann 41’ Manno 75’ | Marcatori | 81’ Kullig |

| Arbitro: | Seemann |

|                                                 |           |  |
| Schweinsteiger 11’ Röttger 53’ (aut.) Hesse 58’ | Marcatori |  |

| Arbitro: | Schlutius |

|                         |           |            |
| Ebert 27’ Salihović 58’ | Marcatori | 89’ Hirsch |

| Arbitro: | Gorniak |

|               |           |               |
| Hesse 5’, 19’ | Marcatori | 49’ Güvenışık |

| Arbitro: | Willenborg |

|          |           |                                        |
| Lenk 35’ | Marcatori | 20’, 43’ Bärwolf 50’ Streit 56’ Möckel |

| Lubecca 13 maggio 2006, ore 14:00 CEST 36ª giornata | Lubecca | 0 – 0 referto | Carl Zeiss Jena | Stadion an der Lohmühle (7 300 spett.)\| Arbitro: \| Pickel \| |
| Arbitro:                                            | Pickel  |               |                 |                                                                |

| Arbitro: | Seemann |

|                                          |           |             |
| Rietpietsch 3’ Molata 48’, 53’ Dobrý 76’ | Marcatori | 55’ Bärwolf |

| Arbitro: | Hagen |

|                |           |  |
| Hesse 20’, 82’ | Marcatori |  |

## Statistiche

### Statistiche di squadra
| Competizione      | Punti | In casa | In casa | In casa | In casa | In casa | In casa | In trasferta | In trasferta | In trasferta | In trasferta | In trasferta | In trasferta | Totale | Totale | Totale | Totale | Totale | Totale | DR  |
| Competizione      | Punti | G       | V       | N       | P       | Gf      | Gs      | G            | V            | N            | P            | Gf           | Gs           | G      | V      | N      | P      | Gf     | Gs     | DR  |
| ----------------- | ----- | ------- | ------- | ------- | ------- | ------- | ------- | ------------ | ------------ | ------------ | ------------ | ------------ | ------------ | ------ | ------ | ------ | ------ | ------ | ------ | --- |
| Regionalliga nord | 69    | 18      | 15      | 2       | 1       | 35      | 9       | 18           | 5            | 7            | 6            | 25           | 27           | 36     | 20     | 9      | 7      | 60     | 36     | +24 |
| Totale            | 69    | 18      | 15      | 2       | 1       | 35      | 9       | 18           | 5            | 7            | 6            | 25           | 27           | 36     | 20     | 9      | 7      | 60     | 36     | +24 |

### Andamento in campionato
| Giornata  | 1 | 2 | 3 | 4 | 5 | 6 | 7 | 8 | 9 | 10 | 11 | 12 | 13 | 14 | 15 | 16 | 17 | 18 | 19 | 20 | 21 | 22 | 23 | 24 | 25 | 26 | 27 | 28 | 29 | 30 | 31 | 32 | 33 | 34 | 35 | 36 | 37 | 38 |
| --------- | - | - | - | - | - | - | - | - | - | -- | -- | -- | -- | -- | -- | -- | -- | -- | -- | -- | -- | -- | -- | -- | -- | -- | -- | -- | -- | -- | -- | -- | -- | -- | -- | -- | -- | -- |
| Luogo     | C | T | C | T | C | T | C | T |   | C  | T  | C  | T  | C  | T  | C  | T  | C  | T  | T  | C  | T  | C  | T  | C  | T  | C  |    | T  | C  | T  | C  | T  | C  | T  | C  | T  | C  |
| Risultato | V | V | V | N | V | V | V | V |   | V  | N  | V  | P  | V  | N  | V  | N  | P  | P  | N  | N  | V  | V  | P  | V  | N  | V  |    | N  | V  | P  | V  | P  | V  | V  | N  | P  | V  |
| Posizione | 1 | 1 | 1 | 1 | 1 | 1 | 1 | 1 | 1 | 1  | 1  | 1  | 2  | 1  | 1  | 1  | 1  | 2  | 4  | 4  | 4  | 4  | 3  | 4  | 3  | 3  | 2  | 4  | 4  | 3  | 4  | 4  | 4  | 4  | 3  | 3  | 4  | 3  |

Legenda:

Luogo: C = Casa; T = Trasferta. Risultato: V = Vittoria; N = Pareggio; P = Sconfitta.

### Statistiche dei giocatori
| A. Aischmann      | 7  | 0 | 0  | 0 |
| J. Bruhn          | 2  | 0 | 0  | 0 |
| D. Bärwolf        | 32 | 8 | 9  | 0 |
| D. Doğan          | 35 | 4 | 5  | 0 |
| M. Frech          | 35 | 0 | 0  | 0 |
| K. Hesse          | 35 | 9 | 4  | 0 |
| D. Hirsch         | 33 | 2 | 11 | 0 |
| L. Kampf          | 27 | 3 | 8  | 0 |
| R. Karadas        | 10 | 0 | 0  | 0 |
| M. Kullig         | 35 | 7 | 10 | 0 |
| M. Laaser         | 16 | 0 | 2  | 0 |
| F. Mbidzo         | 21 | 1 | 2  | 0 |
| C. Möckel         | 35 | 5 | 8  | 0 |
| E. Neitzel        | 29 | 8 | 2  | 0 |
| T. Neumann        | 15 | 2 | 1  | 0 |
| C. Rump           | 20 | 0 | 5  | 0 |
| R. Schröder       | 33 | 0 | 5  | 0 |
| T. Schweinsteiger | 21 | 7 | 6  | 0 |
| C. Streit         | 22 | 1 | 4  | 0 |
| J. Thomas         | 12 | 1 | 2  | 1 |
| I. Türkmen        | 20 | 0 | 9  | 0 |
| C. Wehlmann       | 2  | 0 | 0  | 0 |
| A. Zimmermann     | 6  | 0 | 1  | 0 |